# Ptxilniki
Ptxilniki (en (ucraïnès): Пчільники, en rus: Пчельники, Ptxélniki) és un poble de la República Autònoma de Crimea a Ucraïna, que el 2014 tenia 528 habitants. Pertany al districte rural de Sovetski. Fins al 1948 el municipi es deia Arandà.